# Johann Dietrich von Lattorff
Johann (Jahn) Dietrich von Lattorff, född 21 februari 1661 , död 10 mars 1710 (enligt den gregorianska kalendern) under Slaget vid Helsingborg, var en dansk militär från den anhaltiska adelssläkten Lattorff.

## Biografi
Lattorff föddes som åttonde barn till Matthias von Lattorff, herre till Klieken och Grochewitz, och Margaretha Giesela von Rathen, dotter till krigskommissarie Wilhelm von Rathen. Han gick som ung i dansk militärtjänst och tjänstgjorde där från 1689 inom de danska hjälptrupperna under Pfalziska tronföljdskriget, då han stred på Irland. Därefter stred han för de danska trupperna i Flandern och Brabant under Spanska tronföljdskriget. Han utsågs 1708 till överste och chef för Prins Kristians regemente. Som chef för detta tog han del i det danska fälttåget i Skåne och Blekinge 1709–1710 under Stora nordiska kriget och var där med redan vid landstigningen vid Råå den 12 november 1709. Fälttåget slutade i det avgörande danska nederlaget vid Slaget vid Helsingborg. Under slaget var Prins Kristians regemente placerat tillsammans med kavalleriet på den danska högerflygeln. När befälhavaren Jørgen Rantzau beordrade högelflygeln att göra en snabb förflyttning norrut kunde Lattorffs fotsoldater inte följa med i kavalleriets fart och fann sig snart isolerade mellan den centern och högerflygeln. Där blev de så småningom överrumplade av framrusande svenskt kavalleri och under striderna stupade Lattorff tillsammans med flera av sina officerare. Många av regementets soldater tog till flykten, men stacks ner eller tillfångatogs av svenskt kavalleri.
Lattorff gifte sig den 26 maj 1705 med Johanna Antonia von Metsch, dotter till lantrådet Hans Ernst von Metsch, men paret fick inga barn. Tillsammans med sina bröder Matthias Wilhelm och Hans Ernst donerade han dopfunten till kyrkan i Klieken.